# 295 av. J.-C.
Cette page concerne l'année 295 av. J.-C. du calendrier julien proleptique.

## Événements
- 18 février (11 avril du calendrier romain) : début à Rome du consulat de Quintus Fabius Maximus Rullianus V, Publius Decius Mus IV[1]. Volumnius conserve le commandement de ses troupes dans le Samnium comme proconsul. Une forte armée est envoyée contre la coalition des Samnites, des Étrusques, des Ombriens et des Gaulois qui ont fait leur jonction[2].
- Mars : début de la tyrannie militaire de Lacharès à Athènes. Résistance démocratique au Pirée. Lacharès doit dépouiller la statue d'Athéna de son or pour payer ses mercenaires[3].

- Printemps : une troupe de Sénons arrive à Clusium, attaque et bat le préteur Lucius Scipio dans son camp, en l'absence de l'armée des consuls[1]. Ces derniers mènent quatre légions et 1000 cavaliers campaniens à travers les Apennins pour affronter les Gaulois sur leur terrain tandis que deux autres armées bloquent la route de Rome[2]. Deux corps de réserve ravagent le territoire de Clusium, ce qui détermine les Étrusques et les Ombriens à défendre leurs terres[1].
- Printemps-été : Démétrios Ier Poliorcète quitte l’Asie mineure pour la Grèce. Il espère prendre Athènes à la faveur des troubles récents, mais la perte d’une partie de sa flotte lors d’une tempête sur la côte de l'Attique retarde son projet. Pendant qu'une nouvelle flotte est rassemblée à Chypre et dans le Péloponnèse, il marche contre Messène, où il est blessé à la mâchoire par une catapulte. De retour en Attique, il s’empare de Rhamnus et d’Éleusis, ravage les campagnes, et bloque le ravitaillement d’Athènes. Il prend également Égine et Salamine. Durant l’hiver, alors que la famine augmente, il réussit à s’emparer du Pirée en trompant la garnison dissidente par le biais d'une livraison d'armes[3].
- Été[1] : les consuls Fabius et Decius remportent une victoire décisive sur les Samnites et les Gaulois à la bataille de Sentinum, en Ombrie. Decius est tué. La guerre continue. Fabius est victorieux des Étrusques à Perusia (Pérouse), tandis qu'Appius Claudius et Volumnius défont les Samnites dans les plaines[2].

- Mort du roi nubien de Méroé Amanibakhi[4]. Son successeur Arakakamani sera le premier à se faire inhumer à Méroé[5].
- Pyrrhus Ier, rétabli par Ptolémée Ier, qui partage le pouvoir avec son parent Néoptolème II depuis 297 av. J.-C., le fait assassiner lors d’un banquet en apprenant que ce dernier projetait de l’empoisonner[6]. Il devient seul roi d’Épire (fin de règne en 272 av. J.-C.). Il épouse Lanassa, fille du roi de Syracuse Agathoclès et hérite de l'île de Corcyre. En 294 av. J.-C., il reçoit Ambracie d'Alexandre V de Macédoine en échange de son soutien, qui devient sa capitale[7].
- Agathocle de Syracuse accompagne personnellement sa fille Lanassa en Épire avec une flotte de guerre et profite du voyage de retour pour piller et conquérir Crotone, et conclure une alliance avec les Iapyges et les Peucétiens[8].
- Un temple est construit à Rome pour Vénus près du Circus Maximus[9].

## Naissances en 295 av. J.-C.
- Apollonios de Rhodes, poète et grammairien grec.

## Décès en 295 av. J.-C.
- Publius Decius Mus, consul de Rome tué à Sentinum.
- Gellius Egnatius, général en chef samnite, tué à Sentinum.
- Néoptolème II, roi d’Épire.